# Phaeosphaeria caricinella
Phaeosphaeria caricinella är en svampart som först beskrevs av Petter Adolf Karsten, och fick sitt nu gällande namn av O.E. Erikss. 1967. Phaeosphaeria caricinella ingår i släktet Phaeosphaeria och familjen Phaeosphaeriaceae.  Arten är reproducerande i Sverige. Inga underarter finns listade i Catalogue of Life.